# Bianca d'Este
Bianca d'Este, född 1440, död 1506, var en italiensk adelskvinna, dam av Mirandola och grevinna av Concordia mellan 1468 och 1499 som gift med Galeotto I Pico.
Hon var ställföreträdande regent vid flera tillfällen mellan 1491 och 1506, för sin make och sina söner.